# یواس‌اس جورج اچ بردلی (اس‌پی-۳۲۷)
یواس‌اس جورج اچ بردلی (اس‌پی-۳۲۷) (به انگلیسی: USS George H. Bradley (SP-327)) یک کشتی بود که طول آن ۱۰۴ فوت (۳۲ متر) بود. این کشتی  در سال ۱۸۷۱ ساخته شد.